# Script Creation Utility for Maniac Mansion
SCUMM steht für Script Creation Utility for Maniac Mansion (englisch für Skripterstellungswerkzeug für Maniac Mansion). Es handelt sich dabei um Software, die 1987 von Ron Gilbert und Aric Wilmunder für Lucasfilm Games programmiert wurde, um die Erstellung von portierbaren Point-and-Click-Adventures zu vereinfachen.

## Technik und Entwicklung
Bevor SCUMM existierte, musste Lucasfilm Games für jede Computer-Architektur eine eigene Version des jeweiligen Spiels erstellen. Das erste Spiel, das als Vorläufer der SCUMM Engine gilt, war Laybrinth, welches für den Apple II, Commodore 64 (1986), MSX und PC-88 erschienen ist.
Mit SCUMM muss nur noch die Virtual Machine einmalig portiert werden. Das Spiel liegt mit SCUMM als Bytecode vor, der ohne Anpassung von den verschiedenen Engines ausgeführt werden kann. Der Spiele-Designer kann sich so auf die Erstellung der Geschichte, von Grafiken und Musik und auf die Logik konzentrieren.
Ein Spiel, das SCUMM benutzt, besteht damit aus zwei Teilen:
- plattformunabhängiger Bytecode und Ressourcen
- eine Spiel-Engine, die zugleich die Virtual Machine für SCUMM-Skripte darstellt

SCUMM (wie auch die Game-Engine) wurde, wie der Name andeutet, ursprünglich für Maniac Mansion entwickelt, später aber in vielen weiteren LucasArts-Abenteuerspielen verwendet und dabei mehrfach erweitert bzw. neu geschrieben.
Die ursprüngliche Game-Engine (SPUTM, SCUMM Presentation Utility TM) wurde von LucasArts bis zur Version 8 weiterentwickelt, wobei nach und nach zahlreiche Erweiterungen wie IMUSE (Interactive Music Streaming Engine, mit Steuerdaten angereicherte Musik), SMUSH (Videoengine) und INSANE (Event-Management) hinzugefügt wurden. Die Game-Engine Version 5 wurde von Ron Gilbert für seine Firma Humongous Entertainment separat bis zu einer Version 11 entwickelt.
Die Skriptsprache, die von SCUMM in Bytecode übersetzt wird, ähnelt ein wenig der Programmiersprache JavaScript, besteht im Wesentlichen aber aus einfachen Befehlen (Aktiviere Figur X, Bewege Figur, Sprich Text) und erlaubt neben dem einfachen Skripten von Cutscenes auch eine Art Multitasking, wobei mehrere Aktionen gleichzeitig ablaufen.
Die meisten SCUMM-Spiele weisen ein Verb-Gegenstand-Interface auf. Die vom Spieler gesteuerte Figur hat ein Inventar, und innerhalb der Spielwelt befinden sich Gegenstände, mit welchen der Spieler interagieren kann. Hierzu stehen ihm je nach Spiel bis zu 15 Verben zur Verfügung. Im Spiel The Curse of Monkey Island wurden diese auf drei zusammengestrichen, nämlich auf: „Schau an“, „Benutze“ („Benutze“ war kontextabhängig und konnte verschiedene Aktionen hervorrufen: Nimm, zieh, drücke usw.) sowie „Rede mit“ (konnte kontextabhängig auch iss, lecke, kaue usw. bedeuten).
Die Rätsel beinhalten im Allgemeinen, die richtige Tätigkeit mit dem passenden Gegenstand zu verwenden, z. B.: „Benutze Keksschneider mit anderer Gummibaum“. „Rede mit“ führt zu Dialogfolgen, in denen der Spieler aus einer Liste der vorgegebenen Fragen oder sonstigen Äußerungen wählt, worauf die angesprochene Spielfigur mit einer vorgegebenen Antwort reagiert. Als Ausnahme dieses allgemeinen Paradigmas ist das Spiel LOOM zu erwähnen, welches nicht das übliche Verb-Gegenstand-Paradigma, wohl aber Dialogfolgen verwendet.
Für die beiden letzten Adventures von LucasArts, Grim Fandango und Flucht von Monkey Island, wurde auf eine neue Engine namens GrimE umgestellt.
Es ist dem Projekt ScummVM (Scumm Virtual Machine) gelungen, eine freie, portierbare, auf der SDL-Bibliothek basierende, in C++ geschriebene Engine zu entwickeln, die es ermöglicht, oben genannte SCUMM-Spiele auch auf Systemen zu spielen, auf denen die ursprünglichen Versionen entweder überhaupt nicht oder nur sehr eingeschränkt lauffähig sind.

### Codebeispiele
Ron Gilbert veröffentlichte 2011 auf der Entwicklerkonferenz Game Developers Conference zwei Original-Codebeispiele aus Maniac Mansion. Durch folgende Anweisungen wird eine nicht interaktive Szene zwischen Nurse Edna und Ed beschrieben:
```
cut
-
scene
 
{

    
...

    
actor
 
nurse
-
edna
 
in
-
room
 
edna
-
bedroom
 
at
 
60
,
20

    
camera
-
follow
 
nurse
-
edna

    
actor
 
nurse
-
edna
 
walk
-
to
 
30
,
20

    
wait
-
for
-
actor
 
nurse
-
edna

    
say
-
line
 
nurse
-
edna
 
"WHATS'S YOUR POINT ED!!!"

    
wait
-
for
-
talking
 
nurse
-
edna

    
...

}

```

## Versionen
SCUMM Version 0
Die erste SCUMM-Version erlaubte das Ausführen von Befehlen durch Anklicken eines Verbs am unteren Bildschirmrand in Kombination mit einem Element aus dem Grafikfenster. Dies war im vorherigen LucasArts-Spiel Labyrinth noch nicht möglich.
- Maniac Mansion – C64 (1987)

SCUMM Version 1
Portierung der SCUMM-Engine auf den IBM PC.
- Maniac Mansion – Apple II (1987), PC (1988)
- Zak McKracken and the Alien Mindbenders – C64 (1988), PC (1988)

SCUMM Version 1.5
Portierung auf das Nintendo Entertainment System.
- Maniac Mansion – NES (1990)

SCUMM Version 2
Mit der Enhanced Version kam auf dem IBM PC EGA-Unterstützung in SCUMM dazu, außerdem wurde die SCUMM-Engine auf den Amiga portiert.
- Maniac Mansion – Amiga (1989), Atari ST (1989), PC („Enhanced“-Version; 1989)
- Zak McKracken and the Alien Mindbenders – Amiga (1988), Atari ST (1989), PC („Enhanced“-Version; 1989)

SCUMM Version 3
Portierung von SCUMM auf das CDTV-System und Unterstützung des VGA-Grafikstandards auf dem PC.
- Zak McKracken and the Alien Mindbenders – FM Towns (1991)
- Indiana Jones and the Last Crusade – PC (1989), Amiga (1989), Atari ST (1989), PC mit VGA-Grafikkarte (1990), Macintosh („Mac“ mit klassischem Mac OS, 1990), FM Towns (1990), CDTV (1992)
- LOOM – PC (1990), Amiga (1990), Atari ST (1990), Mac (1990)

SCUMM Version 4
- LOOM – PC mit CD-ROM-Laufwerk (1991), FM Towns (1991), PC Engine (1992)
- The Secret of Monkey Island – PC (1990), PC (VGA, 1990), Amiga (1991), Atari ST (1991), Macintosh (1991)

SCUMM Version 5
Diese Version unterstützte erstmals grafische Schriftarten für die Verben im unteren Bildschirmrand, was für jedes Spiel eine andere Darstellung der dargestellten Verben erlaubte.
- The Secret of Monkey Island – PC (CD-ROM, 1992), FM Towns (1992), Sega Mega-CD (1993)
- Monkey Island 2: LeChuck's Revenge – PC (1991), Macintosh (1991), Amiga (1992), FM Towns (1994)
- Indiana Jones and the Fate of Atlantis – PC (1992), Macintosh (1992), Amiga (1992), FM Towns (1994)

SCUMM Version 6
In Version 6 wurden in neuen Spielen die Verben im unteren Bildschirmrand gestrichen und durch an den Mauscursor gebundene Aktionsmöglichkeiten ersetzt. Dies wurde erstmals in Sam & Max Hit The Road umgesetzt.
- Maniac Mansion: Day of the Tentacle – PC (1993), Macintosh (1993)
- Sam & Max Hit the Road – PC (1993)

SCUMM Version 7
- Sam & Max Hit the Road – PC (CD-ROM, 1993), Macintosh (1996), Windows-PC (2007)
- Vollgas: Full Throttle – PC (1995), Macintosh (1996), Windows-PC (2002)
- The Dig – PC (1995), Macintosh (1996), Windows-PC (2002)

SCUMM Version 8
- The Curse of Monkey Island – Windows-PC (1997)